# 金文彬
金文彬（1988年—），朝鲜族，北京鼎石学校表演艺术中心副总监，苏州大学音乐学院钢琴系客座教授，北京当代乐团驻团钢琴家，中华人民共和国文化部认证的首位也是唯一一位中国三大国际钢琴比赛中名列前茅的钢琴家，世界上少数可以完整演奏李斯特早期版《超绝技巧练习曲》的钢琴家之一。
金文彬是美国耶鲁大学音乐学院博士，先后在纽约林肯表演艺术中心、华盛顿肯尼迪表演艺术中心、华沙爱乐大厅、韩国首尔艺术殿堂、中国国家大剧院、上海大剧院与克里斯蒂安·艾华德、林大叶、谭利华、张亮等指挥家和北京交响乐团、上海爱乐乐团、深圳交响乐团合作。

## 生平
1988年，金文彬出生于吉林省延边朝鲜族自治州，6岁起开始学钢琴，12岁以第一名的成绩考入中央音乐学院附中，师从钢琴家张晋。2006年，美国耶鲁大学音乐学院美籍俄罗斯裔钢琴家鲍里斯·贝尔曼教授来中央音乐学院上大师课。金文彬被安排与他见面弹奏钢琴。贝尔曼对他的演奏很欣赏。当即邀请他赴美学习，并提供全额奖学金。2006年9月，他赴美到耶鲁大学音乐学院学习，被特招安排在研究生院学习:454-455。2009年，他获新英格兰音乐学院全额奖学金，师从华裔钢琴家陈宏宽教授。期间，他获新英格兰音乐学院钢琴系协奏曲比赛第一名和重奏比赛第一名。2013年，他以全优成绩从新英格兰音乐学院毕业，后在耶鲁大学音乐学院攻读钢琴演奏博士学位，师从鲍里斯·贝尔曼。2015年，他从耶鲁大学音乐学院毕业，获耶鲁大学最优秀毕业生奖学金。毕业前夕，他在拿索斯唱片出版首张个人演奏专辑，演奏了李斯特早期版《超绝技巧练习曲》 (Grandes études, S.137，创作于约1837-1839年之间) ，成为世界少数可以完整演奏这一套练习曲的钢琴家之一:458-459。2016年，他开始在北京鼎石国际学校任表演艺术中心副总监。

## 荣誉与获奖
- 亚洲柏斯音乐比赛第一名[2][6]
- 2004年，美国南密苏里国际钢琴比赛第一名[1]:453[3][5]
- 2012年，第六届上海国际钢琴比赛中荣获了最高奖、最佳比赛委约作品演奏奖和最佳中国选手奖[3][5]
- 2013年，第六届中国国际钢琴比赛银奖[3][5]
- 2014年，深圳国际钢琴协奏曲比赛第三名[3][5]
- 2015年，耶鲁大学最优秀毕业生奖学金[3]
- 2018年，匈牙利李斯特协会颁年度录音大奖[2][4]